# Conflicto en Kachin
El conflicto en Kachin o guerra de Kachin es uno de los conflictos internos en Birmania que forma un parte del Conflicto armado en Birmania. El Conflicto comenzó después de que se rompiera el acuerdo de paz, que había estado vigente durante 16 años, entre el gobierno de Birmania y el Ejército Kachin para la Independencia (KIA).  En el conflicto ha causado la muerte de miles de personas y 100.000 desplazados. También ambos ejércitos han usado minas terrestres, niños soldados, violación, y tortura.

## Antecedentes
La Organización por la Independencia de Kachincle se creó el 5 de febrero de 1961 con el propósito de lograr la autonomía de los kachin, un grupo étnico en el estado de Kachin. La causa del conflicto es la defensa de los derechos de unas minorías que constituyen aproximadamente el 35% de la población y su representación en el gobierno y en la economía, que está controlada por las empresas estatales.

## Primer conflicto (1961-1994)
Tras la derogación unilateral de la constitución de la Unión de Birmania por el general Ne Win y su régimen en 1962, muchos soldados kachin del Tatmadaw (fuerzas armadas) desertaron y se unieron al Ejército de Independencia de Kachin (KIA). El KIA no solo luchó contra los soldados del gobierno, sino que ocasionalmente se enfrentó a los comunistas fuera y dentro de sus propias filas. El Partido Comunista de Birmania (CPB) se alternó como aliado y enemigo del KIA durante diferentes años, y una facción respaldada por los comunistas se separó del KIA en 1989, convirtiéndose en el Nuevo Ejército Democrático - Kachin (NDA-K).
Aparte de sus principales ciudades y corredor ferroviario, las áreas controladas por KIA en el estado de Kachin permanecieron virtualmente independientes y aisladas del resto de Birmania desde mediados de la década de 1960 hasta 1994, con una economía basada en el comercio transfronterizo de jade con China y el narcotráfico.
Después de que una ofensiva militar del ejército de Birmania en 1994 se apoderara de la mayoría de las minas de jade en el estado de Kachin, el KIA firmó un acuerdo de alto el fuego con la junta militar entonces gobernante SLORC el 24 de febrero de 1994, lo que resultó en el fin de los combates a gran escala que duró hasta junio de 2011.

## Conflicto actual 2011 - presente
El 9 de junio de 2011 el Gobierno de Birmania lanzó un ataque contra el KIA cerca de la presa hidroeléctrica de Ta-pein al oeste de Bhamo, estado Kachin. El conflicto comenzó en las zonas rurales del país y en 2012 los enfrentamientos continuaron en el estado de Kachin y el estado de Shan como parte del Conflicto en Kachin.

### 2012
En 2012, las mayores batallas del conflicto ocurrieron en marzo, a lo largo de la carretera Myitkyina-Bhamo. En abril, la batalla por Pangwa en el municipio de Chipwi, cerca de Luchang, se libró entre el KIA y los soldados del gobierno. Los enfrentamientos estallaron nuevamente a fines de abril, cuando el KIA lanzó una ofensiva para capturar puestos militares birmanos alrededor de Pangwa. La ofensiva de KIA tuvo éxito y el ejército de Birmania se retiró del área a finales de abril.En agosto, el KIA afirmó que 140 soldados del gobierno murieron cuando explotaron minas enterradas dentro de la mina de jade Myauk Phyu ("Mono Blanco"), que era propiedad de Wai Aung Kaba Company.

### 2013
El 2 de enero de 2013, el gobierno birmano confirmó que había llevado a cabo ataques aéreos unos días antes contra los rebeldes étnicos en el norte de Kachin, en respuesta a los ataques del Ejército de Independencia de Kachin.  El gobierno de EE. UU. declaró que "expresaría formalmente nuestra preocupación" por la escalada de fuerza utilizada por el gobierno de Birmania. El 3 de enero de 2013, el KIA alegó que los ataques aéreos continuaron ocurriendo por sexto día consecutivo en el área alrededor de Laiza y hubo denuncias de que las Fuerzas Armadas de Birmania también estaban usando armas químicas. El Secretario General de la ONU, Ban Ki Moon, declaró Tras los incidentes, las autoridades de Birmania deben "desistir de cualquier acción que pueda poner en peligro la vida de los civiles que viven en la zona o intensificar aún más el conflicto en la región".

### 2021 - presente
Después del golpe de Estado de Birmania de 2021, el KIA se negó a reconocer al régimen militar y pronto se reanudaron los enfrentamientos entre el KIA y las tropas del régimen.
El 25 de marzo, el KIA se apoderó de la base militar de Alaw Bum cerca de Laiza, que habían perdido durante más de 20 años. El 11 de abril, la junta militar lanzó un ataque para recuperar la base utilizando ataques aéreos y tropas terrestres. Los militares sufrieron numerosas bajas y tuvieron que retirarse después de una batalla de tres días.
El 3 de mayo, el Ejército para la Independencia de Kachin dijo que había derribado un helicóptero del gobierno cerca de la ciudad de Momauk tras días de ataques aéreos.
El 7 de mayo, el portavoz de KIA afirmó que el ejército había sufrido bajas después de que los aviones de combate del régimen lanzaran bombas por error contra sus propias tropas en el municipio de Momauk.
El 18 de mayo, el KIA tendió una emboscada a un convoy militar y destruyó seis camiones cisterna cerca del municipio de Kutkai.
El 22 de mayo, el KIA atacó posiciones militares y sitios de extracción de jade propiedad de Myanmar Economic Holdings Ltd (MEHL) en Namtsit Bum en el municipio de Hkamti.
El 25 de mayo, estallaron los combates entre el KIA y las tropas de la junta en el municipio de Momauk, lo que obligó a los civiles a huir de los bombardeos militares.
El 30 de mayo, el KIA se unió a las tropas de la junta de combate de la Fuerza de Defensa del Pueblo (PDF) antigolpista en el municipio de Katha, matando a ocho soldados del régimen. Los combates también continuaban en Putao, Hpakant y Momauk Township.